# Lycoperdina pallida
Lycoperdina pallida là một loài bọ cánh cứng trong họ Endomychidae. Loài này được Gebier miêu tả khoa học năm 1841.